# Forum voor Chinees-Afrikaanse Samenwerking
Het Forum voor Chinees-Afrikaanse Samenwerking (FOCAC) (vereenvoudigd Chinees: 中非合作论坛; traditioneel Chinees: 中非合作論壇; pinyin: Zhōng Fēi hézuò lùntán; Engels: Forum on China–Africa Cooperation; Frans: Forum sur la coopération sino-africaine) is een officiële topconferentie tussen de Volksrepubliek China en alle staten in Afrika met uitzondering van Swaziland (Eswatini), mogelijk vanwege de erkenning van Taiwan door Eswatini. Het is het belangrijkste multilaterale coördinatiemechanisme tussen 53 Afrikaanse landen en China en wordt sinds 2018 door deze landen gezien als een samenwerkingsplatform in het kader van de Nieuwe Zijderoute. Ook de Commissie van de Afrikaanse Unie neemt deel aan het overleg. 